# Chrysosoma semicomatum
Chrysosoma semicomatum är en tvåvingeart som först beskrevs av Van Duzee 1929.  Chrysosoma semicomatum ingår i släktet Chrysosoma och familjen styltflugor. Inga underarter finns listade i Catalogue of Life.